# 아시쿨리틴

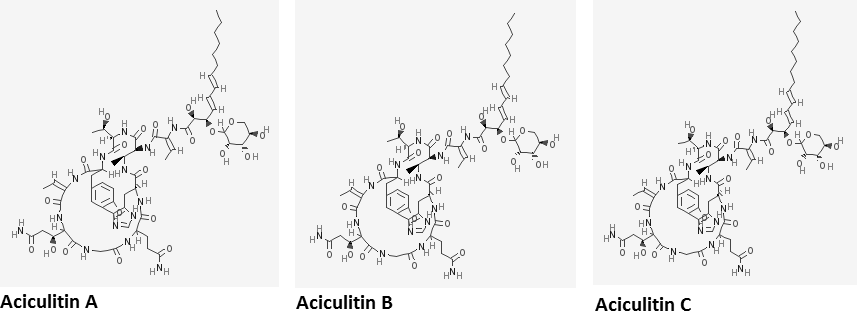
아시쿨리틴 A, B, C의 화학 구조

아시쿨리틴(영어: aciculitin)은 해면동물에서 분리된 항진균성 고리형 펩타이드이다. 리티스티드 해면류인 Aciculites orientalis에서 분리된 3가지 종류의 아시쿨리틴이 있으며, 이들은 상동성 지질 잔기가 서로 다르다.

## 더 읽을거리
Antimicrobial peptides from marine invertebrates as a new frontier for microbial infection control